# Les Passions humaines

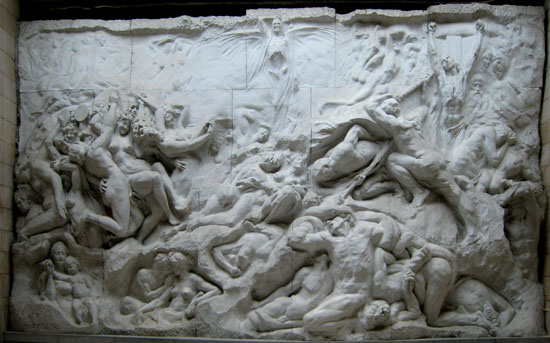
Les Passions humaines dans le pavillon Horta-Lambeaux du Parc du Cinquantenaire à Bruxelles

Les Passions humaines est un grand haut-relief en marbre de Carrare, sculpté par Jef Lambeaux entre 1886 et 1898. Il est situé dans un pavillon, conçu par Victor Horta et situé dans le parc du Cinquantenaire à Bruxelles, le pavillon Horta-Lambeaux, qui dépend des Musées royaux d'art et d'histoire de Bruxelles.
Lucien Solvay, historien, rédacteur en chef du journal Le Soir écrivit : <<Jamais peut-être oeuvre sculpturale n'a fait parler d'elle comme celle-là depuis le jour où l'artiste l'a conçue et le lendemain où il parut impossible de la réaliser>>.